# Ofensiva militar contra el EZLN de 1995
La ofensiva militar contra el Ejército Zapatista de Liberación de Nacional fue un operativo militar y una estrategia política y social del gobierno de México con el fin de lograr la rendición de este grupo político. Inició el 9 de febrero de 1995 y se prolongó hasta la llegada de Vicente Fox a la presidencia del país en diciembre de 2000. El operativo supuso la ruptura del diálogo entre las partes y la avanzada militar sobre las comunidades zapatistas implementando además de su presencia territorial, una guerra de baja intensidad.

## Antecedentes
Durante el final de la presidencia de Carlos Salinas y el inicio de la de Ernesto Zedillo, ocurrió una ola de magnicidios. Personalidades como el Cardenal Juan Jesús Posadas Ocampo; el candidato del Partido Revolucionario Institucional (PRI), puntero en la elección presidencial Luis Donaldo Colosio; el cuñado del entonces presidente Salinas y secretario general de su partido, José Francisco Ruiz Massieu. Ello, sumado al "error de diciembre", una de las crisis económicas más graves de la historia contemporánea mexicana contribuyó a un clima político de inestabilidad. Ya electo como presidente, Zedillo, con propósito de dar credibilidad a las investigaciones de esos crímenes políticos y guardar distancia con su predecesor, designó a Antonio Lozano Gracia como titular de la Procuraduría General de la República, por entonces integrante del opositor Partido Acción Nacional (PAN). 
Gestión en la que mediante la integración de averiguaciones con metodología que después fue exhibida, la Procuraduría General de la República con propósito de promover una agenda política distinta, convirtió sus procedimientos de Ley, en una contrapuesta carrera entre lo que debió ser un debido proceso. Al interior del propio gabinete de Ernesto Zedillo se tenía una visión dividida de la forma en que debía ser gestionada la crisis política por el EZLN, una que abogó por una salida negociada pacífica y otra que promovía una ofensiva militar que terminara con el grupo.

## Desarrollo

### Negociaciones previas
A la llegada de Ernesto Zedillo a la presidencia, el gobierno de México mantenía un diálogo con el EZLN con el fin de dar cauce a las negociaciones llevadas a cabo durante 1994. Para ello el presidente instruyó a Esteban Moctezuma Barragán, designado secretario de gobernación del país, a realizar una reunión secreta entre con la dirigencia zapatista, entre ellos, el Subcomandante Marcos. 5 de enero de 1995 en el poblado de Guadalupe Tepeyac, perteneciente al municipio de Margaritas, Chiapas. De un proceso, que se conoció años después, que entonces llamaron “Pasos hacia la Paz“ en donde alcanzaron acuerdos específicos que ambas partes se obligaron a cumplir. En la que el Ejército se retirara de algunos puntos, como San Andrés Larráinzar y por su parte el Subcomandante Marcos aceptó que un grupo de ciudadanos intervendrían en una negociación formal y abierta en un par de semanas más. Por la agilidad de la negociación en los Pasos hacia la Paz que avanzaba rápidamente a la posibilidad de un acuerdo el Subcomandante Marcos escribió ‘Me amenaza el desempleo’.
»
»

### Identidad deMarcos
Durante la etapa de investigación de su identidad, el Gobierno de México especuló la posibilidad de que Marcos fuera un peligroso guerrillero. Esta teoría tomó fuerza a finales de 1994 cuando el disidente excomandante Zapatista Salvador Morales Garibay delató a sus antiguos compañeros, entre ellos el Subcomandante Marcos
»
Hubo fuertes presiones políticas por una solución militar al conflicto. El Gobierno acusa de terrorismo a los delatados, entre ellos a Marcos. Se desbordan las presiones políticas que reclaman una rápida solución militar a la Crisis Zapatista de 1995. El 9 de febrero de 1995 el presidente Ernesto Zedillo señaló en una solemne aparición televisiva que el Subcomandante Marcos era Rafael Sebastián Guillén Vicente, nacido de emigrantes españoles el 19 de junio de 1957 en Tampico Tamaulipas. Ex Maestro en la División de Ciencias y Artes para el Diseño de la Universidad Autónoma Metropolitana acusado de terrorismo, habiendo girado la ofensiva militar.
Después de que se rebeló la identidad de Subcomandante Marcos a principios de 1995, un antiguo compañero de banca de Rafael Sebastián Guillén Vicente, en el Colegio de Jesuitas Instituto Cultural Tampico, Max Appedole, desempeñó un papel importante para evitar una solución militar al demostrar que contrario a las acusaciones anunciadas por el presidente Ernesto Zedillo, no se trataba de un terrorista. Max Appedole, reconoció su estilo literario en sus Manifiestos publicados en los Medios y los relacionó con sus participaciones en los concursos literarios organizados por los Colegios Jesuitas en México en los que ellos competían, confirmando que no tenía duda de que el Subcomandante Marcos si era su amigo Rafael Sebastián Guillén Vicente, un pacifista.
»
»
»
»

## El último acto público antes de ser elSubcomandante Marcos
La historia demostró en los hechos que el último acto público de Rafael Sebastián Guillén Vicente, quien después sería conocido como el Subcomandante Marcos, del Ejército Zapatista de Liberación Nacional, resultó ser no solo afortunado, bien justificado, tal vez estratégico. Fue la reunión con Max Appedole, un antiguo amigo suyo, compañero del colegio desde la secundaria donde estudiaron con los Jesuitas del Instituto Cultural Tampico. Como sucede cuando los jóvenes terminan sus estudios de preparatoria, cada quien toma su camino. Max Appedole tomó el suyo y pasaron varios años hasta que ocupó la presidencia de la Federación Mexicana de Acuacultores. Fue entonces cuando Rafael Sebastián Guillén Vicente lo invitó a ofrecer una conferencia en la Universidad Autónoma Metropolitana, donde era profesor en la Escuela de Ciencias y Artes para el Diseño. Max Appedole aceptó ir solo si Rafael Sebastián Guillén Vicente, se comprometía a acompañarlo durante su visita a la Universidad. Para cuando llegó la fecha del Congreso, Rafael Sebastián Guillén Vicente ya había renunciado a la Universidad Autónoma Metropolitana, se adelantó su ida a Nicaragua. Aun así asistió al Congreso en la Universidad Autónoma Metropolitana a atender a su amigo Max Appedole y así cumplir con lo que habían acordado. Ese fue el último acto público de quien después sería el Subcomandante Marcos, hasta hace poco tiempo, muy pocas personas sabían de esto.
»

### La Primera Revolución Postmodernista en el Mundo
Las comunidades indígenas Mexicanas, históricamente con siglos de desatención a sus peticiones a un Gobierno distante, sus reclamos alcanzaron a un punto crítico en el que decidieron que necesitaban hacer escuchar su voz para situar su lugar en México, para tratar de encontrar respuestas y soluciones o morir en el intento. Con la conducción de Marcos el Ejército Zapatista de Liberación Nacional. Logró ofrecer visión y esperanza a los demás pueblos indígenas en América y otros pueblos nativos en el Planeta que viven situaciones similares. Organizó un fenómeno social universalmente reconocido como la Primera Revolución Postmodernista del Mundo.

## Cronología del Sitio Militar

### Antecedentes
Ya para enero de 1994, cuatro municipios de Chiapas, se concentraron más de 30 mil efectivos del ejército mexicano, listos para realizar una contraofensiva contra el EZLN.
El 10 de enero de 1995 una serie de enfrentamientos en la cabecera municipal de Chicomuselo entre campesinos pro-zapatistas y autoridades dejó 6 muertos (tres manifestantes y tres policías), y tres personas más heridas. Se registrán actos de violencia en localidades como Siltepec y Bella Vista La fecha en la región es recordada por diversas organizaciones sociales de la región. La movilización del EZLN en municipios como Chiapa de Corzo y Suchiate se hizo visible a principios de febrero de ese año.

### Desarrollo de la ofensiva
Una vez identificado el Subcomandante Marcos como Rafael Sebastián Guillén Vicente, el 9 de febrero de 1995. De manera contraproducente, el presidente Ernesto Zedillo tomó una serie de decisiones que rompían totalmente con lo que con aval suyo y de acuerdo con la estrategia y plan de acción definida previamente, el Lic. Esteban Moctezuma acordó 3 días antes con el Subcomandante Marcos en Guadalupe Tepeyac, al opuesto extremo de enviar al Ejército a capturarlo. Sin consultar al Secretario de Gobernación y sin saber exactamente quién era, con la Sola presunción de la PGR de que era un guerrillero peligroso decidió aniquilarlo al lanzar ofensiva Militar.
»
Se libran órdenes de captura contra el Sub Comandante Marcos,Javier Elorriaga Berdegue, Silvia Fernández Hernández, Jorge Santiago, Fernando Yánez, German Vicente, Jorge Santiago y otros líderes del Ejército Zapatista de Liberación Nacional. El Ejército Mexicano, inicia la persecución de los rebeldes, Javier Elorriaga fue detenido el 9 de febrero de 1995, en el reten militar de Gabina Velázquez, municipio de Las Margaritas y luego fue llevado al Penal de Cerro Hueco en Tuxtla Gutiérrez Chiapas.
»
El 11 de febrero de 1995 la Procuraduría General de la República informó que ese día se realizó una operación en el Estado de México, donde capturó 14 personas presuntamente involucradas con el Ejército Zapatista de Liberación Nacional de los que 8 fueron consignados ya ante Autoridades Judiciales y decomisó otro importante arsenal. La persecución de la Procuraduría General de la República llegó al extremo de amagar la aprensión por el encubrimiento de actividad guerrillera al Obispo de San Cristóbal de Las Casas, Chiapas, Samuel Ruiz García. Aun cuando años antes del levantamiento armado, esa actividad en el Estado de Chiapas, se hizo pública incluso en el semanario Proceso y era el Gobierno quien trató de disimular.
»
» además sin considerar, las repercusiones políticas de afectar, sin fundamento a la recién restablecida relación el 21 de septiembre de 1992 del Gobierno de México y la Santa Sede
» ya de por sí seriamente lastimada por el asesinato político de un Príncipe de la Iglesia Católica, el Cardenal de Guadalajara Juan Jesús Posadas Ocampo sucedido el 24 de mayo de 1993 y el hecho de que precisamente esa Procuraduría General de la República había dejado aún sin resolver.

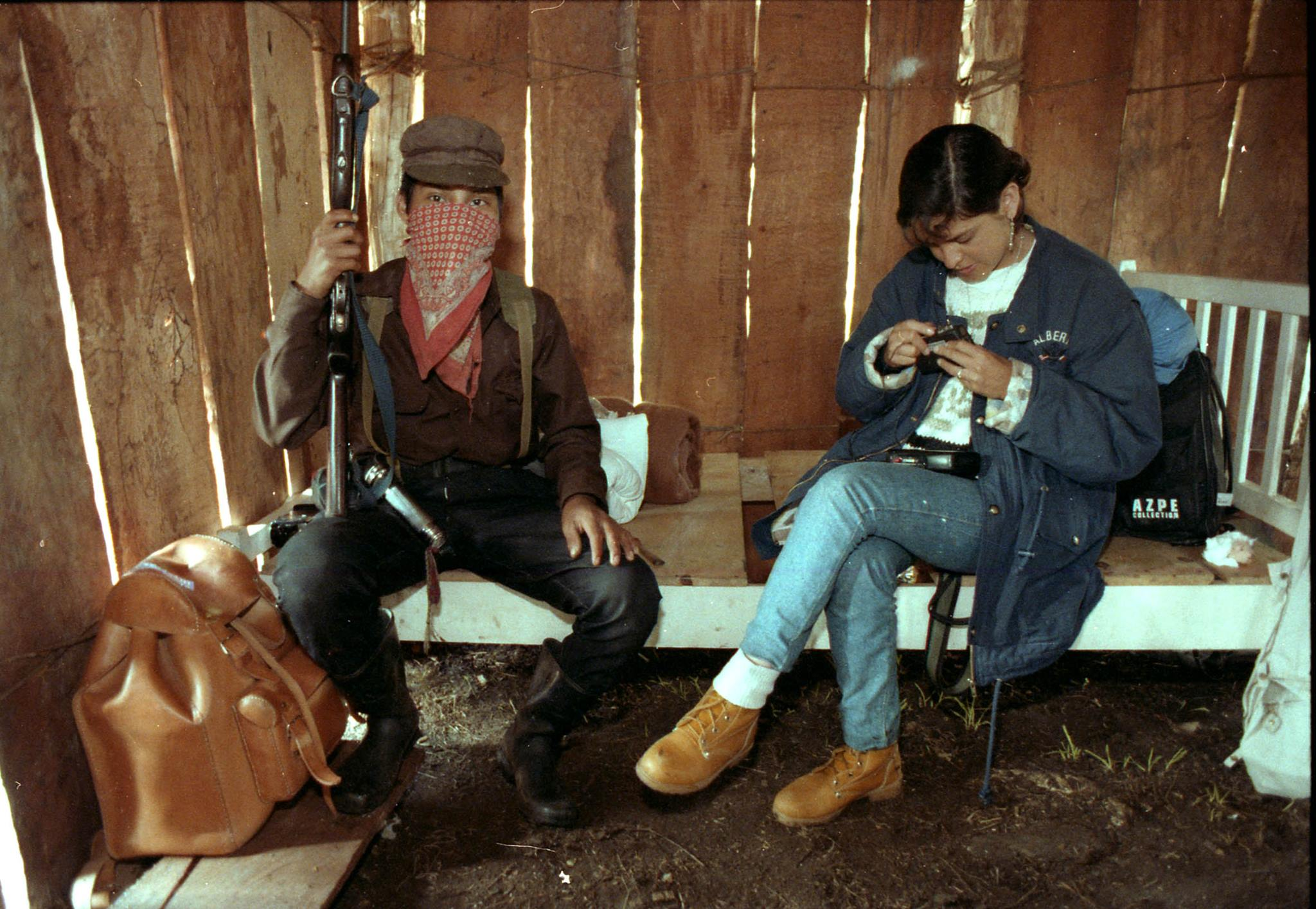
Guerrillero del EZLN con una reportera

La resolución de Marcos fue evidente cuando el Ejército Mexicano lo tenía emplazado bajo Sitio Militar en la Selva Lacandona al Ejército Zapatista de Liberación Nacional. La respuesta de Subcomandante Marcos al Lic. Esteban Moctezuma fue inmediata al enviarle el siguiente mensaje: “Nos vemos en el infierno”. Las señales opuestas se fortalecieron a favor de una solución militar. Los hechos parecían confirmar los señalamientos de Manuel Camacho Solís, del 16 de junio de 1994 cuando dio como motivo de su renuncia al cargo de Comisionado para la Paz en Chiapas, al sabotaje a las negociaciones que acusó del entonces Candidato Presidencial Ernesto Zedillo. » El Secretario de Gobernación en México Esteban Moctezuma apostó en esos que fueron los momentos más difíciles, era posible una solución pacífica mediante una creativa estrategia con la que aún en condiciones radicalizadas y adversas lograra demostrar la natural vocación pacifista del Subcomandante Marcos, así como la evaluación de las terribles consecuencias de una solución militar, para así lograr el entonces poco probable restablecimiento del diálogo entre el Gobierno de México y el Ejército Zapatista de Liberación Nacional en búsqueda de la Paz. Fortaleciendo su posición contraria ante las acciones del 9 de febrero contra la Paz, el Lic. Esteban Moctezuma, defensor de la búsqueda de una solución pacífica a la crisis Zapatista de 1995 presenta su renuncia al Presidente Ernesto Zedillo quien no solo no le acepta su renuncia, sino que pide al Secretario de Gobernación Lic. Esteban Moctezuma tratara la entonces poco probable tarea de restablecer las condiciones de diálogo para llegar a una negociación.
»
Por lo anterior las acciones militares se destensan lo que dio oportunidad que capitalizó el Subcomandante Marcos para escapar del cerco Militar que se le había emplazado en la Selva Lacandona. En esta situación, Max Appedole, amigo de la infancia de Rafael Sebastián Guillén Vicente, del Colegio de Jesuitas Instituto Cultural Tampico, pidió ayuda a Edén Pastora “El Comandante Cero” de Nicaragua, para realizar un informe para el Subsecretario de Gobernación Lic. Luis Maldonado Venegas; el Secretario de Gobernación Esteban Moctezuma y el presidente Ernesto Zedillo sobre la natural vocación pacifista del Subcomandante Marcos y las graves consecuencias de un desenlace trágico. » En donde se concluyó que tanto los grupos marginados, como los radicales de izquierda que existen en México, se han desahogado con el movimiento, mientras que el Subcomandante Marcos mantiene la vía negociadora. Eliminarlo no solo se acabaría su labor de contención. Los grupos radicales tomarían el movimiento. A la violencia responderían con violencia. Empezarían los atentados terroristas, los secuestros y las actividades beligerantes. El País entraría en una espiral muy peligrosa, que podría llegar a situaciones muy graves, porque no solo existe malestar en Chiapas, sino en muchos lugares de México. »

## Decreto Presidencial de la Ley para el Diálogo, la Conciliación y la Paz Digna en Chiapas
El 9 de marzo de 1995 El Presidente Ernesto Zedillo y el Secretario de Gobernación Esteban Moctezuma firman el Decreto Presidencial de la Ley para el Diálogo, la Conciliación y la Paz Digna en Chiapas.
»
Que fue discutida y aprobada en el Congreso de la Unión.

## Restablecimiento del Diálogo
Fue a las 8:55 de la noche del 3 de abril de 1995 cuando ocurrió el primer encuentro entre representantes del Ejército Zapatista de Liberación Nacional, que había declarado la guerra al Estado mexicano el primer minuto de 1994 y representantes del gobierno de Ernesto Zedillo. El entonces secretario de Gobierno, Esteban Moctezuma había enviado a un funcionario, quien entregó una carta a representantes del Ejército Zapatista de Liberación Nacional, que no perdían comunicación, por radio, con el Subcomandante Marcos. La misiva expresaba el compromiso del Secretario con la vía política para resolver el conflicto. El mensajero era Luis Maldonado Venegas. » Así fue como el del 3 de abril de 1995 en Prado Pacayal, Chiapas un lugar de la Selva Lacandona cerca de Ocosingo, se iniciaron las negociaciones previas para reiniciar el Diálogo entre el Ejército Zapatista de Liberación Nacional y el Gobierno de México, esto sucedió con Cuauhtémoc Cárdenas Batel como testigo de calidad para las negociaciones entre el Subcomandante Marcos y el Lic. Luis Maldonado Venegas, Subsecretario de Gobernación en representación del Lic. Esteban Moctezuma Secretario de Gobernación en México. Estas negociaciones se dieron con el propósito de dejar establecido entre las partes las bases y parámetros del diálogo de Paz. Después de varios días de negociaciones sin acuerdos concretos, de madrugada, sin parar ya en el siguiente día. A manera de conclusión en un movimiento estratégico calculado, el Lic. Luis Maldonado Venegas propone una suspensión definitiva de las hostilidades y medidas de distensión proporcionales siempre mayores para el gobierno que para el Ejército Zapatista de Liberación Nacional. Puntualizando su despedida concluye diciendo:
"Si no aceptan esto, será lamentable no haber logrado la instalación del Dialogo en el tiempo establecido por la Ley para el Diálogo, la Conciliación y la Paz Digna en Chiapas".
El Subcomandante Marcos lo tomó como una amenaza, así que ya no contestó. El Subcomandante Marcos dio un mensaje al Señor Cuauhtémoc Cárdenas Batel: “Usted ha sido testigo de que no hemos amenazado ni agredido a estas personas, se les ha respetado su persona, sus bienes, su libertad y su vida. Usted ha sido testigo que el Ejército Zapatista de Liberación Nacional tiene palabra y tiene honor; también ha sido testigo de nuestra voluntad de diálogo. Le agradecemos que se haya tomado la molestia de venir hasta acá y de haber contribuido con su esfuerzo en la solución pacífica del conflicto, esperamos que siga contribuyendo en este esfuerzo para evitar la guerra y que acepten, usted y su familia, ser testigos de honor en este proceso de diálogo y negociación.” Por último, pide al Testigo de Calidad que acompañe a los enviados de Esteban Moctezuma en su salida, hasta Ocosingo, para verificar el que salgan con bien. (La reunión terminó a las 4:00 a. m. del 7 de abril de 1995).
»
»

## Paz
Sin muchas esperanza de Diálogo, en condiciones ya hostiles fue como el representante del Secretario de Gobernación Esteban Moctezuma inició su regreso a la Ciudad de México. Al pasar por el ejido San Miguel una patrulla del EZLN les hace señas para que se detengan, sorprendido sin saber aún qué sucedía, se le entregó un radio por medio del cual el Lic. Luis Maldonado Venegas logró con el Subcomandante Marcos todos los acuerdos necesarios para iniciar en apego a la Ley para el diálogo entre el Ejército Zapatista de Liberación Nacional y el Gobierno de México. Así fue como el Diálogo fue restablecido por medio del Lic. Luis Maldonado Venegas, Subsecretario de Gobernación lográndose la vía de solución pacífica. 
El Subcomandante Marcos condujo al movimiento Ejército Zapatista de Liberación Nacional a dejar las armas y dar inicio al diálogo para los acuerdos de Paz con el Gobierno de México.
»

## Protocolo
El 9 de abril de 1995, se firmó el “Protocolo de Bases para el Diálogo y Negociación del Acuerdo de Concordia y Pacificación con Justicia y Dignidad” entre el Gobierno de México y el EZLN. El 17 de abril de 1995 el Gobierno de México designa a Marco Antonio Bernal Gutiérrez como el Comisionado para la Paz en Chiapas.
»
» El 22 de abril de 1995, inició el diálogo entre los zapatistas y el gobierno federal, en San Andrés Larráinzar. El 12 de mayo el EZLN rechaza la propuesta gubernamental. Reiniciando el diálogo el 7 de junio de 1995 acordando con Alianza Cívica Nacional y la Convención Nacional Democrática realizar para el 27 de agosto de 1995 la Consulta Nacional por la Paz y la Democracia. Se renegocian las bases del diálogo en La Realidad, Chiapas. El 2 de octubre de 1995 se reanudan las Pláticas de Paz en San Andrés Larráinzar, Chiapas.

## La otra Agenda
Los recurrentes des encuentros entre el Gobierno de México y el Ejército Zapatista de Liberación Nacional, se debieron mayoritariamente a las acciones promovidas por la Procuraduría General de la República (P.G.R.). El 23 de octubre de 1995 la P.G.R. arresta a Fernando Yáñez Muñoz. Otorgándole formal prisión. Una vez más seriamente perturbando para descarrillar el buen término del proceso de negociación, en esta ocasión con la diferencia que se violó la Ley que regia las Pláticas de Paz, la cual otorgó garantía de libre paso a los zapatistas durante las negociaciones y suspende todas las Órdenes de Arresto que existen contra ellos. El 26 de octubre de 1995 el Ejército Zapatista de Liberación Nacional niega cualquier asociación de Fernando Yáñez Muñoz; Anuncia Alerta roja. Marcos regresa a las montañas. El 26 de octubre de 1995 la P.G.R. se ve obligada a liberar de todo Cargo al presunto comandante Germán. Dicha determinación es positiva, declara la COCOPA. Así fue como Fernando Yáñez Muñoz fue liberado del Reclusorio Preventivo Oriente al siguiente día el 27 de octubre de 1995.
“Me detuvieron por motivos políticos y supongo que me sacan por motivos políticos, señaló Yáñez a la prensa, al decir que su detención tuvo el objetivo de sabotear las conversaciones de paz” » El Ejército Zapatista de Liberación Nacional Levanta el Estado de Alerta roja, el 29 de octubre de 1995 y nuevamente se restablecen las negociaciones.

## Reuniones secretas
Pasos para la Paz
En contraste con tantas otras pláticas, de amplia sobre exposición mediática, fuertes medidas de seguridad y ceremonia. El Secretario de Gobernación Lic. Esteban Moctezuma, fue a las pláticas secretas solo, sin seguridad, sin reflectores, que dan lustre pero que pudieran perturbar, así fue a reunirse con Marcos en la Selva Lacandona para encontrar una solución entre los dos lograron acuerdos que llamaron: Pasos para la Paz. Se otorgaron prueba del sentido de la voluntad, encontraron afinidades y establecieron confianza que se dispensaron con respeto, se estableció una importante vía de entendimiento. Que una vez en plena Crisis Zapatista de 1995 demostró utilidad para que fuera posible lo que llamaron: Negociación Secreta.

Negociación Secreta
En un momento crítico de la Crisis Zapatista de 1995, el Subsecretario de Gobernación Lic. Luis Maldonado Venegas asistió a buscar una solución, también solo, sin seguridad, ni reflectores fue a la Selva Lacandona a negociar con Marcos fue ahí cuando el Lic. Luis Maldonado Venegas restableció las condiciones para las pláticas de Paz. Estos sencillos actos de valor, voluntad y confianza, fueron después correspondidos por el Subcomandante Marcos probando utilidad para mantener la Fe en el trabajo que para lograr la Paz, por la vía de la negociación, promovía el Lic. Esteban Moctezuma, desde la Secretaría de Gobernación durante los recurrentes desencuentros que promovía la Procuraduría General de la República para descarrilarla.

## LosAcuerdos de San Andrés
El 16 de febrero de 1996 el Ejército Zapatista de Liberación Nacional y el Gobierno de México, firman los Acuerdos de San Andrés. Con los Términos de la Paz y el Cambio Constitucional que garantiza los Derechos a los Pueblos Indígenas de México. Aprobados por La Comisión de Concordia y Pacificación COCOPA, una comisión legislativa bicameral conformada desde marzo de 1995 integrada por Diputados y Senadores de los diferentes partidos políticos en México y encargada de ayudar en el proceso de diálogo en el contexto de la Crisis Zapatista de 1995. El 27 de julio de 1996 el EZLN organizó el Primer Encuentro Intercontinental por la Humanidad y contra el Neoliberalismo, con delegados de 42 países.

## Decisión Ejecutiva
El tiempo demostró que la lucha contra una solución militar del conflicto y la creativa estrategia para alcanzar una solución pacífica a la Crisis Zapatista de 1995 fue legal, política y honorablemente correcta y efectiva salvando muchas vidas en México.
Después de un difícil inicio por causa de inteligencia contrapuesta que originó la Crisis Zapatista de 1995 por lo que el presidente Ernesto Zedillo se dirigía a una solución militar. Cambio de sentido al confirmarse que el Subcomandante Marcos no era un terrorista, sino un pacifista de naturaleza, así como las demás conclusiones que también le presentó el Secretario de Gobernación Lic. Esteban Moctezuma. con el propósito de tratar de evitar un baño de sangre indígena, así evitar otras también terribles repercusiones de un inmoral e innecesario desenlace trágico.
Por lo que para evitar la pérdida de vidas inocentes. El Presidente Ernesto Zedillo, sin importar pérdida de imagen, críticas y presiones políticas, cambió por completo el sentido de las acciones anunciadas en su aparición televisiva del 9 de febrero de 2013. Demostrando la humildad como Hombre de Estado. No acepta la renuncia a Esteban Moctezuma; a quien le pide tratar de restablecer las condiciones de diálogo para llegar a una negociación en la Crisis Zapatista de 1995 para alcanzar la paz. Pocos días después el 10 de marzo de 1995 los dos firman el Decreto Presidencial de la Ley para el Diálogo, la Conciliación y la Paz Digna en Chiapas que garantizaría la conducción de una sola agenda, en toda la Administración del Presidente Zedillo así como también al Ejército Zapatista de Liberación Nacional para lograr una Paz honorable, que hoy es referencia universal como ejemplo del respeto a al honor y la dignidad humana.

## Liberación de los presos
En Apelación, la Corte Revoca las Sentencias de los presuntos Zapatistas Javier Elorriaga Berdegue y Sebastián Etzin Gómez de 2 de mayo de 1996 por el delito de terrorismo, con 13 y 6 años de prisión respectivamente y son liberados el 6 de junio de 1996. » El EZLN suspende el Estado de Alerta roja de sus tropas.